# Expérience de Griffith

Expérience de Griffith mettant en évidence le "principe transformant" chez les bactéries pneumocoques

En 1928, Frederick Griffith a constaté qu'en injectant à une souris des pneumocoques de souche R ("rough" et non virulents) ainsi qu'une petite quantité de pneumocoques S ("smooth", encapsulés et virulents) tués, la souris meurt et on récupère des pneumocoques des deux souches dans son sang.
De plus, si la souche R non virulente dérive d'un pneumocoque de type antigénique III par exemple, et qu'on y ajoute du pneumocoque de type S (virulent) tué de type II, les pneumocoques encapsulés que l'on récupère seront de type antigénique II. Ainsi les deux caractères d'une souche bactérienne, la virulence et l'antigène de type II ont été transférés à une autre souche.
Griffith en a déduit l'existence d'un "principe transformant" appelé transformation.
C'est en 1945 qu'Oswald Avery reprendra les travaux de Fred Griffith et mettra en évidence le stockage de l'information génétique sur l'ADN grâce à plusieurs expériences où il utilisera des souches de pneumocoques S (smooth) virulents et R (rough) non virulents. À la différence des travaux de Griffith il injectera des mélanges des 2 souches (par exemple souche R + acides nucléiques de S). Il en déduira grâce à cette suite d'expériences que l'ADN est le support de l'information génétique car il constatera que les souris meurent lorsqu'on leur injecte les acides nucléiques (qui composent l'ADN) de S, la souche virulente.

## Liens
- Expérience de Avery, MacLeod et MacCarthy
- Expériences de Hershey et Chase